# Star Spangled War Stories
Star-Spangled War Stories es una serie de historietas publicada por DC Comics, con personajes e historias de guerra. Entre los personajes publicados en esta serie que contaron con los escritos del editor Robert Kanigher y el artista Jerry Grandenetti, quien dibujó al personaje principal de la serie, Mlle. Marie, un combatiente de la resistencia francesa en la Segunda Guerra Mundial, que debutó en el #84 (agosto 1959) en la historia "La guerra que el tiempo olvidó","Enemy Ace" y el "Soldado Desconocido".

## Historia de la publicación
Inicialmente,las primeras historias publicadas en la historieta Star-Spangled War Stories fue una retitulación de la revista de historietas Star-Spangled Comics, ya que la numeración continuaba la numeración de predecesor en el #131. Eso duró hasta el #133, cuando DC reinició la numeración con en la edición #3. A pesar de que ya se habían producido historias antes de que iniciase como tal la serie el resultado final se debió a que en realidad surgiese como dos historietas independientes pero enumeradas como Star-Spangled War Stories #132, la primera, publicada en  1952 y la otra en 1967 La historia, "La guerra que el tiempo olvidó" fue la historia principal que caracterizó a la serie y que fue introducida por el escritor Robert Kanigher y el artista Ross Andru en la edición #90 (mayo de 1960). El "Soldado Desconocido" se convirtió en el personaje principal cuando fue presentado en el #151 (junio-julio de 1970).
Star-Spangled War Stories logró 200 números entre 1952 y 1977. La serie terminó al ser cancelada en la edición #204. Con el #205, la numeración se reanudó bajo el título de El "Soldado Desconocido".

### Los Nuevos 52: Volumen 2 (2014-presente)
En julio de 2014, y tras el lanzamiento del evento conocido como Los Nuevos 52, DC Comics le da otra nueva oportunidad para ser publicada, Esta vez centrada en un nuevo personaje llamado G.I. Zombie, al titularse como Star-Spangled War Stories Featuring G.I. Zombie, situado en el actual Universo DC y estrenada  en julio de 2014.

## Creadores asociados aStar-Spangled War Stories
Los escritores que trabajaron en Star-Spangled War Stories incluyen a Kanigher (su director), David Micheline, Ed Herron, Bill Finger,  y Bob Haney. Entre los artistas que participaron están: Neal Adams, Ross Andru, Gene Colan, Mort Drucker, Mike Esposito, Russ Heath, Carmine Infantino, Bernard Krigstein, Joe Kubert, Leonard Starr y Curt Swan.

## Ediciones recopilatorias
- DC Universe Ilustrado por Neal Adams Vol. 1 incluye Star-Spangled War Stories #134: "El campo de muerte", de Robert y Neal Adams Kanigher y Star-Spangled War Stories #144: "La muerte no tiene vacaciones" por Kanigher, Adams y Joe Kubert, 192 páginas, enero de 2009, ISBN 1401219179
- El arte de Walter Simonson incluye Star-Spangled War Stories #170: "UFM" y Star-Spangled War Stories #180: "Return", escrita y dibujada por Gerry Boudreau y Walt Simonson, 208 páginas, junio de  1989, ISBN 0930289412
- Showcase Presents: La guerra que el tiempo olvidó vol. 1 Vol. 1 recoge "La guerra que el tiempo olvidó" historias de Star-Spangled War Stories #90-137, 560 páginas, 06 2007, ISBN 978-1401212537
- Showcase Presents: As Enemigo Vol. 1 recopila historias "Enemy Ace" de Star-Spangled War Stories #138-152, 158, 181-183, 200, de 552 páginas, febrero de 2008, ISBN 978-1401217211
- (*) Showcase Presents: El Soldado Desconocido Vol. 1 recopila historias "El Soldado Desconocido" de Star-Spangled War Stories #151-190, 544 páginas, noviembre de 2006, ISBN 978-1401210908
- 'Showcase Presents: El Soldado Desconocido Vol. 2 recopila historias "El Soldado Desconocido" de Star Spangled War Stories #191-204, 592 páginas, julio de 2013, ISBN 1-4012-4081-X